# 小行星2179
小行星2179（2179 Platzeck）是一颗围绕太阳公转的小行星。1965年6月28日，阿諾德·克萊莫拉（Arnold Klemola）在圣胡安省发现了此天体。
該小行星以阿根廷天文學家里卡多·巴勃羅·普拉茨克（Ricardo Pablo Platzeck）命名。
这颗小行星的绝对星等为58.19623195843472等。